# Die Lehrer
Die Lehrer ist eine Schweizer Sitcom aus dem Jahr 2017, die die alltäglichen Absurditäten des Lehrerberufs humorvoll beleuchtet. Im Mittelpunkt stehen die persönlichen und beruflichen Herausforderungen des Lehrpersonals an der fiktiven Sekundarschule Krähenbüehl. Die Serie zeigt, dass Lehrer auch nur Menschen sind und genau darin oft das Problem liegt.
Die Serie wurde von Eric Andreae und Adrian Aeschbacher entwickelt, die sowohl Regie führten als auch das Drehbuch schrieben. Die Kameraarbeit übernahm Thorsten Robert Harms, produziert wurde die Serie von B&B Endemol Shine.
„Die Lehrer“ besteht aus acht Folgen und war zunächst auf der Streaming-Plattform MyPrime von UPC Schweiz (Heutzutage Sunrise) verfügbar. Im März und April 2017 wurde die Serie zusätzlich auf den Fernsehsendern Tele Züri, Tele Bärn, Tele M1 und TV24 zur Prime Time in der gesamten Deutschschweiz ausgestrahlt.
Alle 8 Episoden sind mittlerweile auf YouTube verfügbar.
Die Serie erhielt positive Resonanz und wurde als gelungene Darstellung des Lehreralltags in der Schweiz wahrgenommen.